# Andrea Eckert

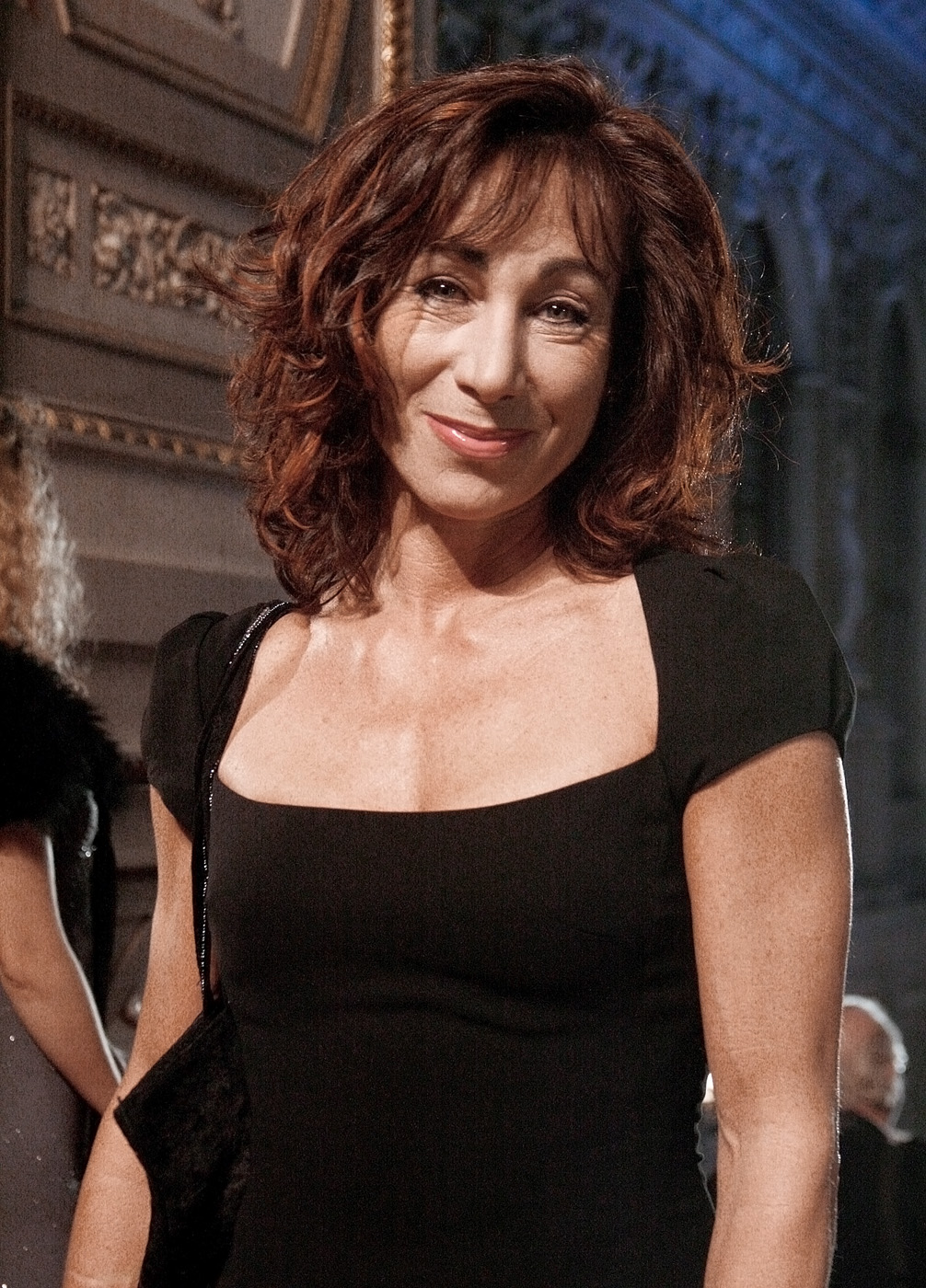
Andrea Eckert (2010)

Andrea Eckert (* 17. September 1958 in Baden, Niederösterreich) ist eine österreichische Schauspielerin, Sängerin und Dokumentarfilmerin.

## Leben
Eckert begann zunächst ein Studium der Literaturwissenschaften in Paris, bevor sie sich für eine Schauspielkarriere entschied. Von 1978 bis 1981 absolvierte sie eine Schauspielausbildung bei Dorothea Neff und Eva Zilcher. Zwischen 1982 und 1986 spielte sie am Burgtheater in Wien, am Landestheater Linz, bei den Bad Hersfelder Festspielen, im Ensemble Theater Wien und am dortigen Schauspielhaus. Nach Soloprogrammen drehte sie Dokumentarfilme u. a. über Walter Schmidinger, Eric Pleskow und Josefine Hawelka.
Bei ihrem Engagement am Volkstheater in Wien hatte sie Rollen als Clara in Weiningers Nacht (1988), als Judith von Friedrich Hebbel, als Maria Stuart und als Elektra. Sie wurde dafür 1991/1992 mit dem Karl-Skraup-Preis ausgezeichnet. 1997 erhielt sie für ihre Rolle als Maria Callas in dem Stück Meisterklasse die Kainz-Medaille.
Im September 2011 stellte Eckert am Wiener Volkstheater ihre Schauspiellehrerin Dorothea Neff dar. In dem von Felix Mitterer für dieses Haus geschriebenen Stück Du bleibst bei mir  geht es um Neffs Entscheidung, ihre jüdische Freundin Lilli Wolff während des Zweiten Weltkriegs vor der NS-Verfolgung bei sich in der Wohnung zu verstecken.
Im Wiener Volkstheater spielt sie in einer One-Woman-Show seit September 2012 in dem Stück Bon Voyage die Diseuse Greta Keller.
Ab Dezember 2015 war Eckert Intendantin der Raimundspiele Gutenstein. Nach ihrem Rücktritt Anfang Jänner 2021 wurde Johannes Krisch zum künstlerischen Leiter der Raimundspiele bestellt.
Eckert ist die Urenkelin der Schriftstellerin Anna von Sazenhofen.

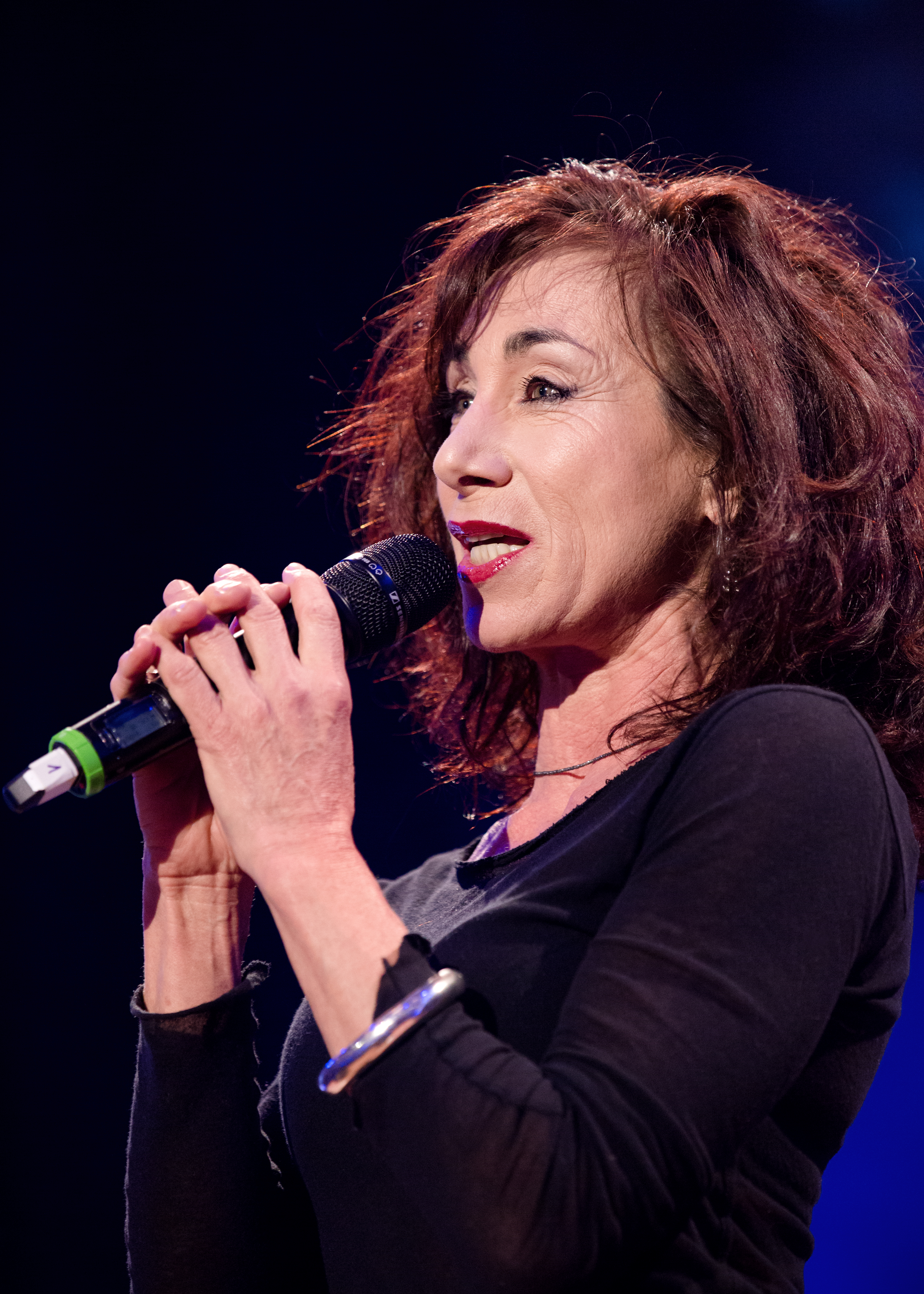
Andrea Eckert (2016)

## Filmografie (Auswahl)
- 1989: Weiningers Nacht
- 1992: Kinder der Landstraße
- 1994: Polizeiruf 110: Lauf, Anna, lauf!
- 1994: Die Knickerbocker-Bande: Das sprechende Grab
- 1995: Freispiel
- 1995: Polizeiruf 110: Abgründe
- 1995: Before Sunrise
- 1997: 9½ Wochen in Paris (Love in Paris)
- 1997: Das ewige Lied
- 1997: Kaisermühlen Blues (Fernsehserie, Folge Schön wär's auf einer Insel)
- 1998: Frauen lügen nicht
- 1998: Hinterholz 8
- 1999: Die Häupter meiner Lieben
- 2000: Klinik unter Palmen (Fernsehserie, 3 Folgen)
- 2000: Liebe, Lügen, Leidenschaften
- 2001: Polizeiruf 110: Fluch der guten Tat
- 2001: Heidi
- 2002: Ein Hund kam in die Küche
- 2003: Schwabenkinder
- 2003: Annas Heimkehr
- 2003: Donna Leon – Feine Freunde
- 2004: Villa Henriette
- 2005: Agathe kann’s nicht lassen: Mord im Kloster
- 2007: Liebe auf den dritten Blick
- 2008: Im Meer der Lügen (Zweiteiler)
- 2009: Geld.Macht.Liebe (Fernsehserie, 2 Folgen)
- 2011: Nina sieht es …!!!
- 2011: Lilly Schönauer – Liebe mit Hindernissen
- 2012: Oma wider Willen
- 2012: Rat mal, wer zur Hochzeit kommt
- 2013: Tom Turbo – Von 0 auf 111
- 2017: Für dich dreh ich die Zeit zurück
- 2019: Vorstadtweiber (Fernsehserie)
- 2024: SOKO Linz – Magic Moment (Fernsehserie)
- 2025: Das Traumschiff: Miami (Fernsehreihe)

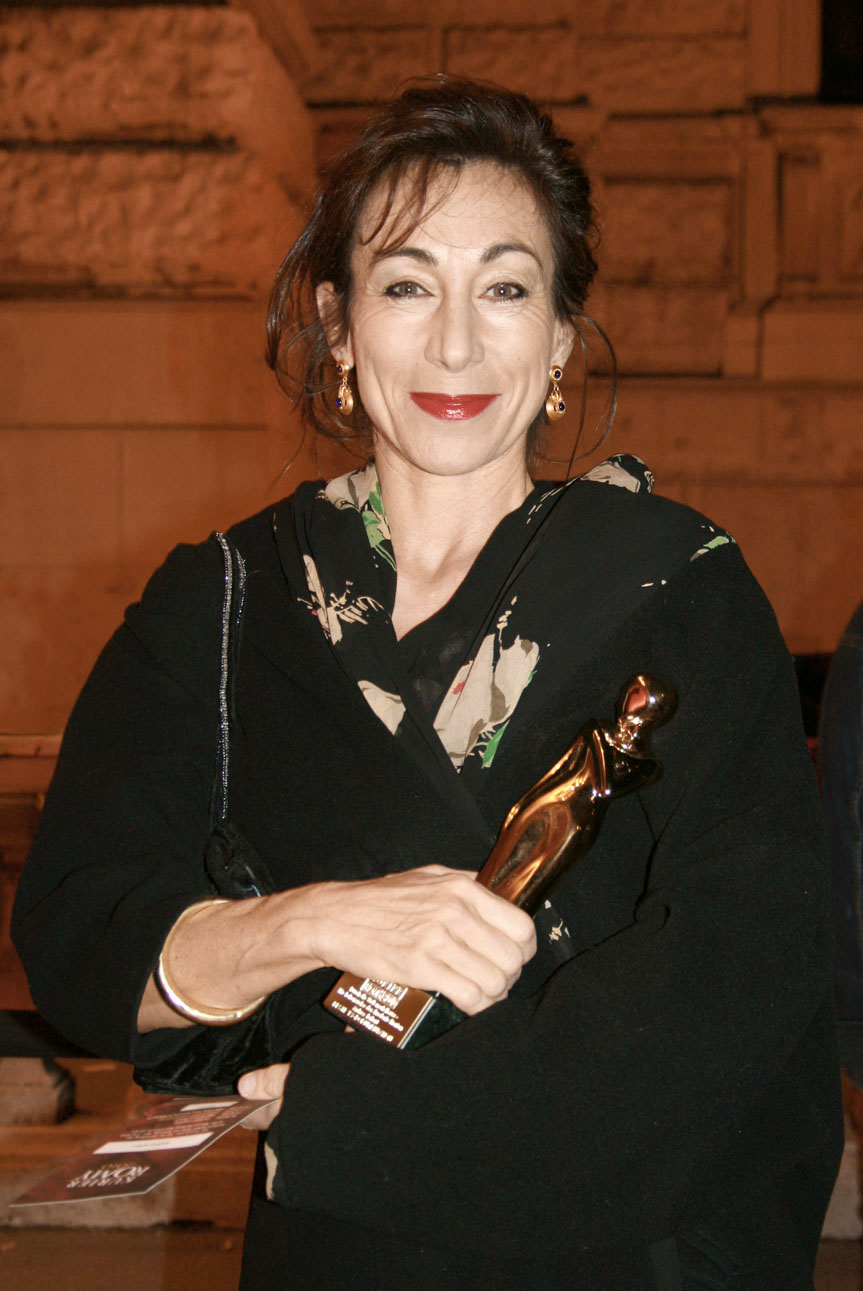
Andrea Eckert (Romy 2010)

## Auszeichnungen (Auszug)
- 1991/1992: Karl-Skraup-Preis für schauspielerische Leistung
- 1997: Kainz-Medaille (siehe oben)
- 2010: Romy für die Beste TV-Dokumentation zusammen mit Markus Fischer für Durch die Welt nach Hause – Die Lebensreise des Frederic Morton
- 2012: Dorothea-Neff-Preis in den Kategorien Publikumsliebling und Beste schauspielerische Leistung
- 2016: Goldenes Ehrenzeichen für Verdienste um das Land Wien
- 2017: Großes Goldenes Ehrenzeichen für Verdienste um das Bundesland Niederösterreich
- 2019: Ferdinand-Raimund-Ring[4]